# Galegeeska rufescens
Il macroscelide rossastro o toporagno elefante dagli occhiali (Galegeeska rufescens (Peters, 1878)) è un mammifero della famiglia dei Macroscelididae.

## Tassonomia
Precedentemente classificato nel genere Elephantulus, uno studio del 2021 ha stabilito che appartiene al genere Galegeeska, che era stato coniato l'anno precedente come un genere monotipico contenente l'allora riscoperto Macroscelide somalo (Galegeeska revoili). L'American Society of Mammalogists ha accettato questi risultati.

## Descrizione
Le zampe sono lunghe e sottili e quelle posteriori più lunghe di quelle anteriori. Ha una pelliccia lunga e soffice che è color sabbia o grigio sul lato dorsale e biancastro o grigio chiaro sul lato ventrale. lI muso è lungo e mobile come in tutte le specie della famiglia. È onnivoro, in quanto la sua dieta e prevalentemente composta da insetti ma è anche solito brulicare. Ha occhi completamente neri e di medie dimensioni.

## Biologia
La dieta consiste oltre a formiche e termiti, include prodotti vegetali come radici e bacche. L'attività è prevalentemente diurna, ma può divenire notturna nella stagione calda o durante i pleniluni. 
Formano coppie monogame e territoriali.
La maturità sessuale è raggiunta in 50 giorni. L'aspettativa di vita in natura è tra un anno e un anno e mezzo, mentre in cattività è stata osservata una longevità di 3,5 anni.

## Distribuzione e habitat
Vive in Africa. L'areale è formato da due zone: una, nell'Africa meridionale,  comprende la Namibia, la Provincia del Capo in Sudafrica e l'estremità meridionale del Botswana; l'altra, in Africa orientale, si estende dal Sudan del sudest e dalla Somalia nordorientale fino alla Tanzania. Gli habitat sono molto vari: dalla foresta tropicale al deserto.

## Conservazione
La IUCN red list include questa specie tra quelle a minimo rischio di estinzione.